# Sindora javanica
Sindora javanica é uma espécie de legume da família Fabaceae.
S. javanica é endémica da Indonésia.